# Ao Vivo Vol.1 (álbum de Novo Som)
Ao Vivo Vol.1 é o primeiro álbum ao vivo, da banda Novo Som lançado em 1994.
Esse disco é fruto do somatório da maturidade musical alcançada após quatro discos lançados até então pela banda, e do sucesso considerável que o Novo Som alcançou no cenário da música cristã nacional.
A gravação foi realizada em uma das maiores casas de show da época, o Rio Sampa (RJ).

## Faixas
(Todas as músicas por Lenilton, exceto onde anotado)
1. Abertura / Passaporte - 07:08
2. Jesus Cristo Vem - 04:22 (Alex Gonzaga)
3. Viver e não Sonhar - 04:46
4. Acredita - 05:54
5. É Assim - 04:16 (Natinho, Alex e Lenilton)
6. Eu e Você - 03:39 (Natinho e Lenilton)
7. Elo de Amor - 05:51
8. Autor da Verdade - 02:30
9. Pra Você - 04:43
10. Certeza da Vitória - 05:25
11. Deste Sentido ao Meu Viver - 03:57
12. Para Sempre - 05:09

## Créditos
- Lead Vocal: Alex Gonzaga
- Teclados: Ney
- Participação especial Teclados: Mito
- Guitarra: Natinho
- Baixo: Lenilton
- Bateria: Geraldo Abdo